# تئودورو استبان لوپز کالدرون
تئودورو استبان لوپز کالدرون (انگلیسی: Teodoro Esteban López Calderón؛ زادهٔ ۳ مهٔ ۱۹۵۴) دریابد نیروی دریایی اسپانیا است، که از ژانویه ۲۰۲۱ به‌عنوان دوازدهمین رئیس ستاد دفاع اسپانیا فعالیت می‌کند.
کالدرون فعالیت نظامی را از سال ۱۹۷۳ در نیروی دریایی اسپانیا آغاز کرد، از ۲۰۱۲ تا ۲۰۱۵ فرماندهی گروه ۲ اقدام دریایی را برعهده داشت، از ۲۰۱۵ تا ۲۰۱۷ به‌عنوان معاون عملیات رئیس ستاد دفاع اسپانیا فعالیت می‌کرد و از ۲۰۱۷ تا ۲۰۲۱ رئیس ستاد نیروی دریایی اسپانیا بود.